# Xenia mucosa
Xenia mucosa is een zachte koraalsoort uit de familie Xeniidae. De koraalsoort komt uit het geslacht Xenia. Xenia mucosa werd in 1979 voor het eerst wetenschappelijk beschreven door Verseveldt & Tursch. 